# Olios gravelyi
Olios gravelyi là một loài nhện trong họ Sparassidae.
Loài này thuộc chi Olios. Olios gravelyi được miêu tả năm 1988 bởi Sethi & Benoy Krishna Tikader.